# William Varley
William Michael Varley –conocido como Bill Varley– (Nueva York, 6 de noviembre de 1880-Nueva York, octubre de 1968) fue un deportista estadunidense que compitió en remo. Participó en los Juegos Olímpicos de San Luis 1904, obteniendo dos medallas, oro en doble scull y plata en dos sin timonel.

## Palmarés internacional
| Juegos Olímpicos | Juegos Olímpicos          | Juegos Olímpicos | Juegos Olímpicos |
| Año              | Lugar                     | Medalla          | Prueba           |
| ---------------- | ------------------------- | ---------------- | ---------------- |
| 1904             | San Luis (Estados Unidos) | Medalla de oro   | Doble scull      |
| 1904             | San Luis (Estados Unidos) | Medalla de plata | Dos sin timonel  |